# Винтерсвајк
Винтерсвајк (хол. Winterswijk) је градић у Холандијаој, у покрајини Хелдерланд. У граду је од своје 8. до 20. године живео Пит Мондријан.